# Musée des Beaux-Arts de La Chaux-de-Fonds
Le musée des Beaux-Arts de La Chaux-de-Fonds est un musée d'art situé dans la commune de La Chaux-de-Fonds en Suisse. Fondé en 1864, il emménage en 1926 dans son bâtiment actuel de style Art déco, conçu par les artistes René Chapallaz et Charles L’Eplattenier. Il abrite des œuvres d'artistes régionaux et internationaux.
Le programme des expositions temporaires trimestriel est orienté vers l'art contemporain suisse et international ponctué d'expositions à caractère plus historique. La collection permanente est constituée de plus de 7 000 œuvres.

## Histoire
Le musée des Beaux-Arts de La Chaux-de-Fonds est créé le 8 avril 1864, par la Société des Amis des arts de Neuchâtel, section de La Chaux-de-Fonds, aujourd'hui appelée « Société des amis du musée des Beaux-Arts ». L'histoire de cette association se confond avec celle du musée, devenu institution de la Ville en 1985. Il est depuis lors géré par une commission nommée par le Conseil communal. La Société des amis du musée des Beaux-Arts, pour sa part, consacre ses ressources à l'acquisition d'œuvres et aux animations et à l'organisation de la Biennale.
Les buts de la Société des amis des arts étaient, par l'acquisition d'œuvres d'art et l'organisation d'expositions, de développer la culture artistique de la région et de « rendre l'art utile à l'industrie ». Jusqu'à l'inauguration du bâtiment actuel, de style Art déco, en 1926, la collection est présentée de manière permanente dès 1877 dans une salle du Collège industriel, puis à partir de 1910, dans les combles aménagées de l'Hôtel des postes de la ville.
Longtemps centré sur l'art suisse, le musée s'ouvre à l'art contemporain international à la fin des années 1940, sous l'égide du conservateur Paul Seylaz, avec des expositions d'art abstrait, français et italien notamment. La collection se développe parallèlement et l'art contemporain prend désormais une place importante dans les acquisitions du musée. En 1982, Catherine Renaud succède à Paul Seylaz à la tête du musée. Elle est remplacée en 1984 par Edmond Charrière, puis par Lada Umstätter en 2007. Depuis 2018, le musée est dirigé par David Lemaire.

## Collections

### Léopold Robert, un peintre romantique natif de La Chaux-de-Fonds
L'œuvre de Léopold Robert (1794-1835), reconnue par la critique et recherchée par les collectionneurs européens du vivant de l'artiste, est peu à peu tombée dans l'oubli après son suicide à Venise, jusqu'à sa redécouverte au XXe siècle par les historiens d'art suisses. Elle se caractérise par ses thématiques romantiques des brigands et des belles italiennes en costumes, auxquelles le peintre devait sa célébrité. Sa position esthétique est par ailleurs significative du passage du néoclassicisme au romantisme, de David à Delacroix. En elle se prolonge la conception du beau idéal, l'héroïsme des sentiments de la peinture d'histoire, mais appliqués à des scènes de genre.

### L'art suisse
La peinture suisse est représentée par des œuvres de la fin du XIXe siècle et du début du XXe siècle, de Ferdinand Hodler, Albert Anker, Félix Vallotton, Alice Bailly, Édouard Vallet, Gustave Buchet et beaucoup d’autres. Un ensemble de sculptures de Martin Disler ouvre la collection au néo-expressionnisme. En 2018, le musée reçoit la collection de l'architecte Erwin Oberwiler. Un fonds d'un millier d’œuvres, essentiellement sur papier, d'artistes suisses actifs entre 1960 et 2017 est ainsi constitué, offrant un aperçu significatif de l'art contemporain helvétique de la deuxième moitié du XXe siècle.

### La collection René et Madeleine Junod
Situés au 1er étage, 30 tableaux légués à la Ville de La Chaux-de-Fonds en 1986 proviennent de la collection rassemblée par les mécènes René et Madeleine Junod entre les années 1930 et 1950. Ceux-ci assurèrent de leur soutien plusieurs institutions culturelles et notamment le musée des Beaux-Arts. Leur collection de peintures était vouée à l'illustration de l'art français moderne et marquait une prédilection pour un art réaliste enraciné dans la tradition des genres, le portrait, le paysage ou la nature morte.
Leur legs comporte une série de trente toiles d'artistes du XVIIIe siècle tel que Francesco Guardi ou Jean-Étienne Liotard, du XIXe siècle avec les impressionnistes : Gustave Courbet, Honoré Daumier, ainsi que Eugène Delacroix, mais aussi les néo-impressionnistes : Paul Gauguin, Camille Pissarro, Auguste Renoir ou encore Vincent van Gogh. Parmi les artistes du XXe siècle on découvre des œuvres de Georges Braque, André Derain, Albert Marquet, Henri Matisse, Amadeo Modigliani, on compte également des tableaux de Georges Rouault, Chaïm Soutine, Maurice Utrillo et Maurice de Vlaminck.
L'ensemble présenté témoigne de la réception artistique et des tendances dominantes du marché de l'art en Suisse romande au milieu du XXe siècle et suggère par ailleurs plusieurs niveaux de lecture, comme l'histoire du paysage de Constable à Soutine, du portrait, de Liotard à Modigliani, la filiation, du point de vue de la couleur, de Delacroix, Monticelli, Van Gogh, Derain, etc..
En septembre 2017, le musée et la Ville de La Chaux-de-Fonds décident de restituer – à la demande des descendants de la collectionneuse Anna Jaffé – un tableau de John Constable spolié en 1942 par le Commissariat aux affaires juives du gouvernement français. Vendu aux enchères, ce tableau intitulé La Vallée de la Stour était passé par plusieurs propriétaires avant que le couple Junod ne l'achète et le lègue à la ville.

### La collection Olivier Mosset
En 2007, l'artiste Olivier Mosset lègue en donation sa collection personnelle au musée. Rassemblant des œuvres d'artistes de la deuxième moitié du XXe siècle, tels que John M Armleder, Joseph Beuys, Carl Andre, Sol Lewitt, Peter Halley ou Yves Klein, elle permet également de prendre la mesure de l'univers artistique du membre fondateur de BMPT.

### L'Art nouveau: Style sapin
Au rez-de-chaussée, une salle est dévolue à l'Art nouveau, plus précisément au Style sapin, un genre particulier à la ville de La Chaux-de-Fonds. L'Art nouveau fut importé à La Chaux-de-Fonds à la fin XIXe siècle sous l'influence des patrons horlogers et de leurs représentants de commerce. Il devait rencontrer un succès important dans la métropole horlogère. Vitraux, carrelages, ornementations de cages d'escalier, stucs, menuiseries et ferronneries envahirent ainsi les nouvelles constructions. À la manière de l'Art nouveau international, le Style sapin se fonde sur un retour à la nature tant au point esthétique, symbolique que moral.
Une école se développe à l'initiative de Charles L'Eplattenier (1874-1946), artiste sensible aux préceptes de l'art nouveau et pédagogue enthousiaste. Ouvert en octobre 1905, son cours supérieur d'art et de décoration initie certains élèves de l'école d'art, dont Charles-Édouard Jeanneret, le futur Le Corbusier, à l'étude de la nature. L'idée que "seule la nature est inspiratrice" porte le jeune professeur et ses élèves à l'étude de la flore et de la faune régionales et à l'élaboration du vocabulaire stylistique spécifique appelé Style sapin. Charles-Édouard Jeanneret travaillera d'ailleurs avec son maître sur diverses bâtiments de Style sapin bâtis en ville, telles les villa Fallet, Jaquemet et Stotzer.

« La base de nos études ornementales reste toujours le sapin. Cet arbre à ses différents âges, étudié dans son ensemble ou dans ses détails offre des ressources décoratives inépuisables. Le grand chardon argenté, les gentianes, etc., ainsi que notre faune jurassienne ajoutent à ces éléments des richesses considérables. »

— Rapport de la Commission de l'École d'art, 1911-1912, p. 17.
Cet espace d'exposition réunit des objets et documents des collections de l'École d'arts appliqués, du Musée international d'horlogerie, du Musée d'histoire et du Musée des beaux-arts dans une vision aussi bien artistique, historique, industrielle que pédagogique. Architecture, peinture, sculpture, arts appliqués, industrie, vie sociale, enseignement sont illustrés et font découvrir diverses pièces typiques du Style sapin. Horloges et boîtes de montres, mobilier, vitraux, peintures, sculptures et projets de décoration d'intérieur d'artistes tels que Charles L'Eplattenier, André Evard, Marie-Louise Goering-Roessinger, Jeanne Perrochet, Jules Courvoisier, Charles-Édouard Jeanneret et Charles Reussner.

## Les dépôts
Le musée héberge plusieurs dépôts, notamment la collection d'artistes romands contemporains de la Fondation Hermine Maurer, la collection de la Fondation René Bauermeister, l'un des pionniers de l'art vidéo en Suisse ; le fonds de dessins, d'affiches cinématographiques, et d'archives du comédien François Roulet (1931-1979).

## Le bâtiment
Le bâtiment actuel est classé bien culturel d'importance nationale. Il a été construit dans un style art déco de tendance néo-classique par l'architecte René Chapallaz et l'artiste Charles L'Eplattenier. Ce dernier, professeur du futur Le Corbusier, a orné la façade de l'entrée. La mosaïque du hall d'entrée quant à elle a été créée par Charles Humbert. Elle évoque une allégorie des Arts. À la suite du legs de la collection Junod en 1986, le musée est rénové puis agrandi de 1990 à 1993 par l'architecte Georges-Jacques Haefeli. L'extension est souterraine. De 1991 à 1996, François Morellet, Günther Förg, Olivier Mosset et Lawrence Weiner ont orné de leurs travaux les façades de l'édifice.